# Sân bay Sematan
Sân bay Sematan (IATA: BSE, ICAO: WBGN) nằm ở Sematan, Malaysia. Hiện nay không có chuyến bay nào đến sân bay này.